# Аллер
Аллер — річка в Німеччині. Протікає землями Саксонія-Ангальт і Нижня Саксонія. Завдовжки 211 км. Права (східна) і найбільша притока Везера.
Її останні 117 км утворюють судноплавний Нижній Аллер, — «Федеральні водні шляхи» (Bundeswasserstraße), — від міста Целле до гирла. Аллер штучно випрямили, розширили і місцями захистили дамбою; впродовж 1960-х років забезпечили регулювання паводків річки. На ділянці 20 км поблизу Гіфхорн річка звивається в її природному руслі.
На Аллері знаходяться міста Вольфсбург, Целле і Верден.

## Походження назви

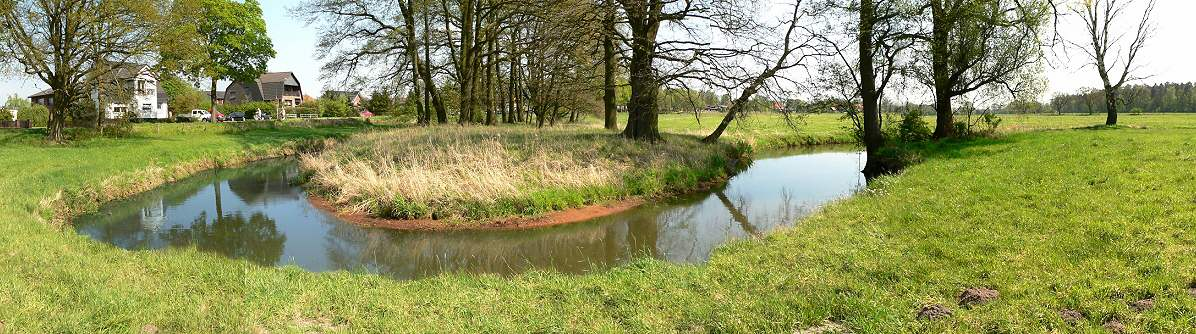
Аллер недалеко від Гіфхорна

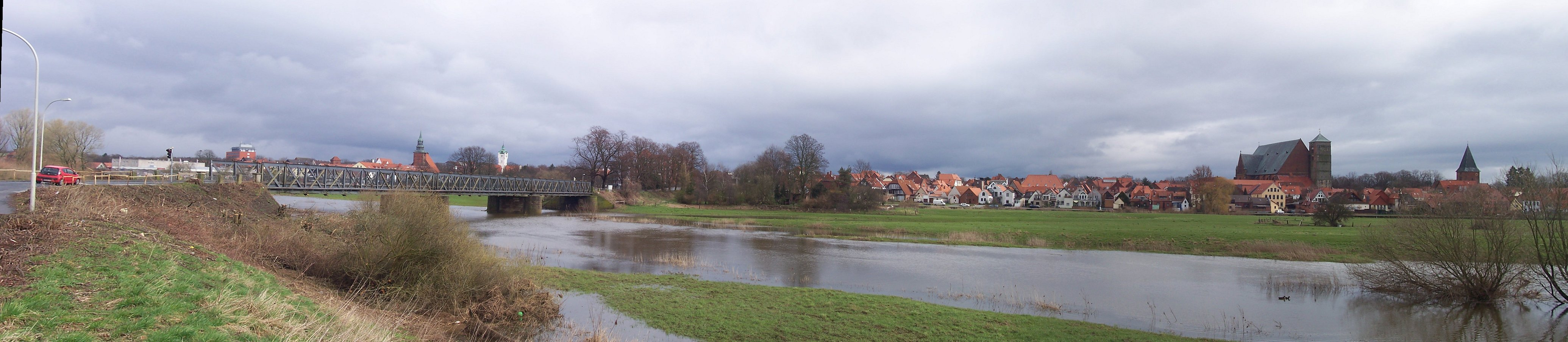
Весняна повноводність в притоці Нижнього Аллера поблизу Вердена

Назва річки, яка була записана в 781 як Алера (Alera), в 803 як Елера (Elera), в 1096 році як Алара (Alara), має два можливих значення:

1. Скорочена форма від Eleraha, де Eler походить від давньоверхньонімецького olisa або праслов'янського olsa (пол. olsza) і означає вільха (сучасною німецькою Erle), а aha (вимовляється «аха») — старе слово, яке часто використовується в назвах річок і означає вода (латиною aqua). Вільха нижньонімецькою мовою називається «Eller», що дуже близько до сучасної назви річки «Аллер». Тому «Аллер» означає щось на зразок «вільхова річка». Ймовірно, річку назвали так тому, що уздовж її берегів колись росло чимало вільхи (це дерево полюбляє добре зволожені місця).
2. За гіпотезою Ганса Краха староєвропейський гідронім Alara (стара назва річки Аллер) є прикладом назви річки із коренем ал.такі гідроніми часто зустрічаються в Європі. На думку Краха, ці назви річок походять від індоєвропейського кореня ел/ол, що означає «випливають». Він міститься також в назвах таких річок, як Альстер, Іллер, Ельц або Ільменау. Однак гіпотеза Краха в певних мовних колах  вважається непереконливою та викликає сумнів. Тео Феннеманн використовує модифіковану версію гіпотези Краха — «Васконську субстратну теорію».